# Bębło
Bębło is een plaats in het Poolse district Krakowski, woiwodschap Klein-Polen. De plaats maakt deel uit van de gemeente Wielka Wieś en telt 1015 inwoners.